# 우즈베키스탄의 사진

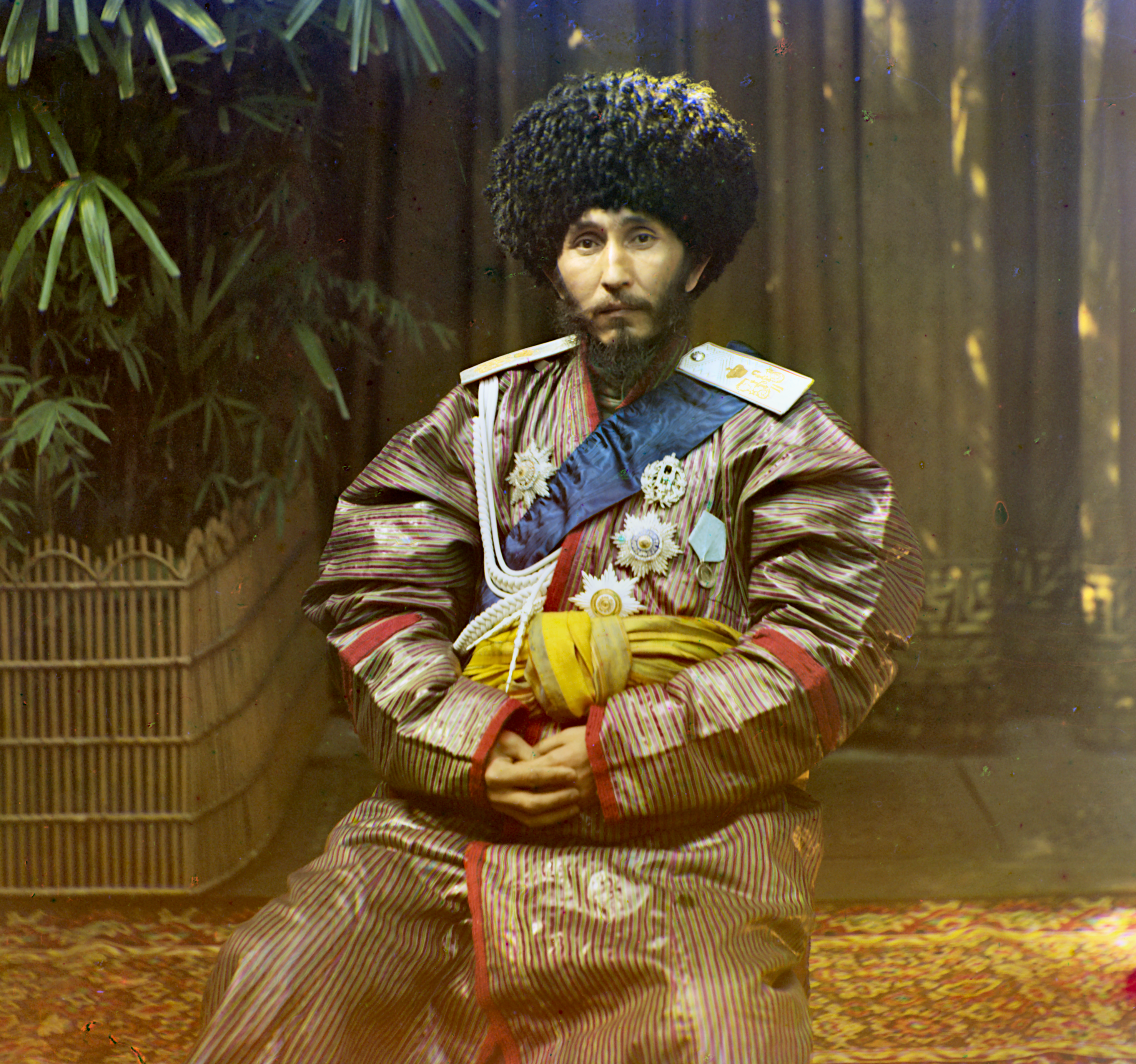
1911년에 촬영한 히바 칸국의 아스판디야로프 칸 사진.

우즈베키스탄의 사진은 1882년 볼가 독일인으로 사진작가이자 교사인 윌리엄 페너가 클래스 엡 주니어와 함께 러시아 메노파 교도로 오면서 처음 시작하였다. 그가 히바 칸국에 도착한 이후, 페너는 그의 지역에서 학생들에게 사진술을 가르쳤고, 그 중에는 나중에 우즈베크인 중 최초의 사진작가인 쿠데베르겐 디바노프 보관됨 2011-03-14 - 웨이백 머신도 있었다.
중앙아시아 최초의 스틸사진은 1858년 러시아의 외교 임무 도중 러시아인 사진작가인 안톤 무렌코가 촬영했다.
중앙아시아 최초의 컬러사진은 컬러사진의 창시자 중 한명인 세르게이 프로쿠딘고르스키이다.
쿠데베르겐 디바노프의 사진은 소련 시기 중앙아시아의 역사적 중요한 순간들을 찍었다는 점에서 독특한 측면을 가졌다. 그는 이 지역에서 문화기술지와 다큐멘터리 사진을 찍는 시각 예술로 혁신적인 방법을 도입했지만, 디바노프는 소련 정권에게 체포당했고 1940년 처형당했다. 그가 체포되면서 디바노프의 대부분의 업적이 사법기관에게 파괴되었다. 그러나, 그의 가족이 사진 일부를 보존하는 데 성공했다. 디바노프의 사진 중 일부는 러시아 국립 다큐멘터리 필름 보관소와 크라스노고르스크 사진 저장소에 보관되어 있다.
소련 시기 많은 우즈베키스탄 사진작가는 대부분 다큐멘터리 사진에 초점을 맞췄다. 우즈베키스탄에서 가장 눈에 띄는 사진작가로는 막스 펜슨이 있다. 사진기자인 막스 펜슨은 1915년 우즈베키스탄으로 이동하여 역사적, 사회적, 종교적, 정치적인 변화를 보여주는 사진을 많이 촬영했다. 대부분은 소련의 영향으로 여성과 아이들의 교육, 대 페르가 운하의 개통, 대규모 건설사업 사진 등이 많이 차지했다. "우즈베크 마돈나"라는 이름이 붙은 그의 사진은 1937년 파리의 파리 현대 예술 국제 박람회(Exposition Internationale des Arts et Techniques dans la Vie Moderne)에서 대상을 수상했다.
1997년에는 1934년 건설되어 전 역사박물관과 미술전시회로 사용되었던 타슈켄트 중심의 건물이 사진관으로 고쳐졌다. 2005년에는 타슈켄트 사진관은 우즈베키스탄 예술 아카데미의 하나로 포함하게 되었다.
2009년, 우즈베키스탄의 사진가 우미다 아흐메도바의 사진이 뉴욕 타임스, 월스트리트 저널, 글로브 앤 메일 등의 온라인 잡지에 올라왔으나 사진이 우즈베크 민족의 "명예 훼손, 모욕과 비방"이라는 죄목으로 기소당했다. 아흐메도바의 "새벽 황혼의 남성과 여성", "처녀성의 짐"이라는 제목의 사진은 재판 동안 사진작가의 죄목의 증거가 되었다. 아흐메도바에게는 유죄 판결이 내려져 최대 3년의 구형을 받았으나 우즈베키스탄 독립 18주년을 기리는 의미에서 사면했다고 말했다.